# Antonio Orejuela
Antonio José Orejuela Rivero (Madrid, 2 dicembre 1960) è un ex calciatore spagnolo. In attività giocava nel ruolo di centrocampista.

## Palmarès

### Club

#### Competizioni nazionali
- Coppa di Spagna: 2

Atletico Madrid: 1990-1991, 1991-1992

#### Competizioni internazionali
- Coppa Iberica: 1

Atletico Madrid: 1991